# Željezno Polje
Željezno Polje är ett samhälle i Bosnien och Hercegovina.   Det ligger i entiteten Federationen Bosnien och Hercegovina, i den centrala delen av landet, 70 km nordväst om huvudstaden Sarajevo. Željezno Polje ligger 528 meter över havet och antalet invånare är 5 783.
Terrängen runt Željezno Polje är kuperad. Närmaste större samhälle är Zavidovići, 17,4 km öster om Željezno Polje. 
Omgivningarna runt Željezno Polje är en mosaik av jordbruksmark och naturlig växtlighet. Runt Željezno Polje är det ganska tätbefolkat, med 93 invånare per kvadratkilometer.